# Laura Medviďová
Laura Medviďová (* 1. Juni 2005 in Sliepkovce) ist eine slowakische Eishockeytorhüterin, die seit Sommer 2022 für den ŽHK Michalovce aktiv ist und zum Kader der slowakischen Nationalmannschaft gehört.

## Karriere
Laura Medviďová begann ihre Karriere in der Nachwuchsorganisation des HK Dukla Michalovce, dem HK Mládež Michalovce, und spielte für dessen männliche Nachwuchsmannschaften bis zur U16-Altersklasse. Ab der Saison 2018/19 spielte sie parallel für Frauen-Mannschaft des ŽHK Šarišanka Prešov in der Extraliga, der höchsten Liga im slowakischen Fraueneishockey. Nach drei Spielzeiten verließ sie die Mannschaft aus Prešov und schloss sich der Eishockeymannschaft des ŠKP Bratislava an, mit welcher sie in der European Women’s Hockey League spielte. Dabei konnte sie mit ihrer Mannschaft in der Saison 2021/22 die Playoffs erreichen. Dort schied diese im Viertelfinale gegen den EHV Sabres Wien aus. Zur Saison 2022/23 wechselte sie zurück in die Extraliga und schloss sich dem ŽHK Michalovce an.

### International
Vom Slovenský olympijský a športový výbor wurde Laura Medviďová für die Olympischen Jugend-Winterspiele 2020 in Lausanne nominiert. Beim Eishockey-Turnier, welches in der Schweizer Gemeinde Prilly ausgetragen wurde, sicherte sie sich mit ihrem Team die olympische Bronzemedaille. Nachdem sie in der U18-Mannschaft der Slowakei internationale Erfahrung gesammelt hatte, wurde sie vor der Qualifikation für die Olympischen Winterspiele 2022, welche zwischen dem 11. und 14. November 2021 in Luleå ausgetragen wurde, für die slowakische Nationalmannschaft nominiert. Sie wurde dabei im abschließenden Spiel gegen Südkorea eingesetzt, welches die slowakische Mannschaft mit 7:1 gewannen. Trotz des Sieges reichte es für die Slowakei nur zum dritten Platz in ihrer Gruppe, wodurch sie die Qualifikation für die Olympischen Spiele verpasste.

## Erfolge und Auszeichnungen
- 2020 Bronzemedaille bei den Olympischen Jugend-Winterspielen